# Banyule City
Banyule City is een Local Government Area (LGA) in Australië in de staat Victoria. Banyule City telt 117.930 (juni 2006) inwoners. De hoofdplaats is Ivanhoe.